# Дивиш, Иван
Иван Дивиш (чеш. Ivan Diviš,  18  сентября 1924, Прага – 7 апреля 1999, там же) – чешский поэт.

## Биография
Родился в семье банковского служащего. Студентом был арестован гестапо, короткое время провел в тюрьме. С 1942 работал в книжной лавке, в издательстве. Учился философии и литературе в Карловом университете (1945-1949), но курса не кончил. Работал токарем в провинции, служил корректором в официальной коммунистической газете Руде право, снова работал в издательстве. В 1964 принял католичество. После подавления Пражской весны эмигрировал в ФРГ, жил в Мюнхене, служил редактором на Радио «Свобода», несколько лет не публиковал стихов. В 1995 вернулся на родину. Всю жизнь много пил, несколько раз лечился от алкоголизма.
Скончался у себя дома после падения с лестницы. Похоронен на Бржевновском кладбище в Праге.

## Творчество
Помимо лирики и фрагментарной прозы писал стихи для детей. Поэтическим наставником Дивиша был Владимир Голан, в русской поэзии – Велимир Хлебников.

## Книги

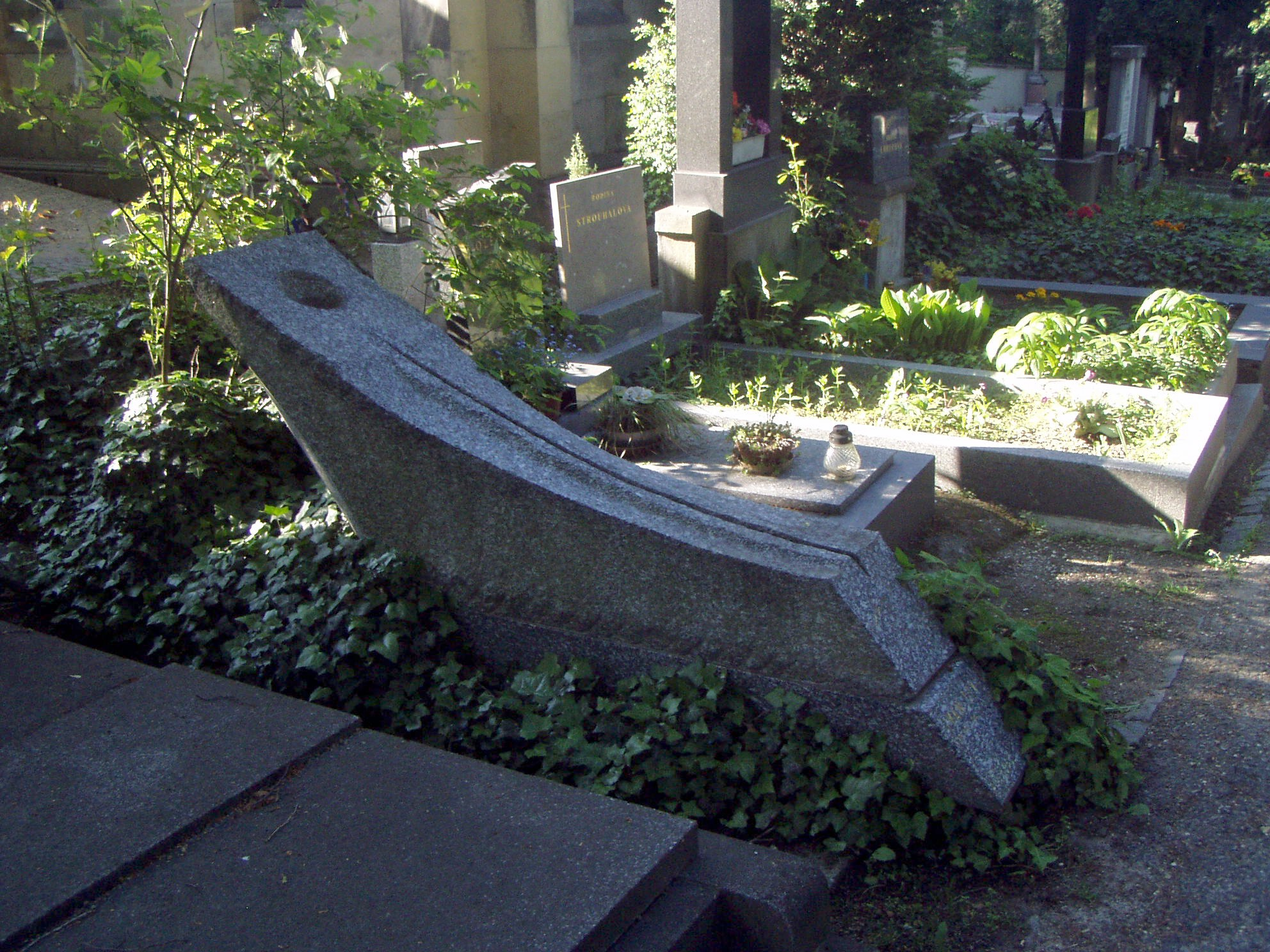
Могила Ивана Дивиша

### Поэзия
- Balada z regálu (1946, в соавторстве)
- Первая музыка для брата/ První hudba bratřím (1947)
- Узелковое письмо/  Uzlové písmo (1960)
- Распустить волосы/  Rozpleť si vlasy (1961)
- Дневник молекулы/ Deník molekuly (1962)
- Огонь Илии/ Eliášův oheň (1962)
- Артериальное кровообращение/ Chrlení krve (1964)
- Umbriana (1965)
- Průhledná hlava: výbor poezie z let 1947-1964 (1965)
- V jazyku Dolor (1966)
- Sursum (1967, полное изд. - Мюнхен, 1978)
- Танатея/  Thanatea (1968, поэма)
- Ной выпускает ворона/  Noé vypouští krkavce (Торонто, 1975)
- А все-таки.../ Přece jen... (Мюнхен, 1977)
- Křížatky (Мюнхен, 1978)
- Сквозняк/ Průvan (Пондишери, 1978)
- Барашек на снегу/ Beránek na sněhu (Мюнхен, 1980)
- Лжа/ Obelst (Цюрих, 1981)
- Уход из Чехии/ Odchod z Čech (Мюнхен, 1981)
- Псалмы/ Žalmy (Purley, Суррей, 1986)
- Obrať koně! (Мюнхен, 1987)
- Konec štěstı́ (Торонто, 1990)
- Мои глаза были обязаны видеть/  Moje oči musely vidět (1991)
- Кары/ Tresty (1994)
- Стихи старого человека/ Verše starého muže (1998)
- Buď šťasten! (1999)
- Последние стихи/ Poslední básně (2003)

### Проза
- Теория надежности/ Teorie spolehlivosti (дневник, частично – 1972, полностью – 1994)
- Город попугаев: записи снов 1905-1987 годов/ Papouščí město: záznamy snů z let 1905-1987 (1988)
- Ночью ты не будешь бояться/   Noc, nebudeš se bát (1991, записи снов)
- Slovem do prostoru: teksty, které odvysílalo Radio Svobodná Evropa v programu GONG v létech 1989 - 1993 (1993)

## Публикации на русском языке
- Стихи поздних лет/ Пер. с чешского и предисл. Сергея Магида// Иностранная литература, 2013, №8, с.175-184.

## Признание
Премии Ярослава Сейферта (1986), Яна Заградничка (1987),Чешская государственная премия по литературе (1995), медаль Чехии «За заслуги» (1997) и другие награды. Стихи Дивиша переведены на английский, немецкий и польский языки.